# فرد لينن
فرد لينن (بالإنجليزية: Fred Lunn)‏ (8 نوفمبر 1895 في المملكة المتحدة - 1972) هو لاعب كرة قدم بريطاني (وحمل سابقاً جنسية المملكة المتحدة لبريطانيا العظمى وأيرلندا) في مركز الهجوم. لعب مع شيفيلد وينزداي ونادي بريستول روفيرز ونادي ساوثيند يونايتد وهدرسفيلد تاون ونونيتون بورو ‏.